# Heinrich von Brühl
Pour les articles homonymes, voir Brühl.
Heinrich von Brühl (Graf von Brühl à partir de 1737), en français Henri, comte de Bruhl, né le 13 août 1700 à Weissenfels et mort le 28 octobre 1763 à Dresde, est un homme politique saxon, premier ministre d'Auguste III, électeur de Saxe et roi de Pologne de 1733 à 1763.
Heinrich von Brühl est le grand-père de Marie von Brühl, épouse et éditrice de Carl von Clausewitz.

## Biographie

### Origines familiales et formation
Il est issu de la famille noble von Brühl et le fils de Hans Moritz von Brühl (de) (1665-1727), maréchal de la cour du duché de Saxe-Weissenfels, détenu par une branche cadette de la maison de Wettin, qui règne alors sur la Saxe. 
D'abord instruit par des précepteurs, il fréquente ensuite le Gymnasium illustre Augusteum de Weissenfels.
À partir de l'âge de 8 ans, il est aussi page à la cour de Saxe-Weissenfels, puis, à 14 ans, à la cour de la duchesse Frédérique-Élisabeth de Saxe-Eisenach à Leipzig. Cinq ans plus tard, il devient Silberpage (« page d'argent ») à la cour du prince-électeur Frédéric Ier Auguste (Auguste II de Pologne) à Dresde.

### Carrière sous le règne d'Auguste II(1694-1733)
Il est remarqué par l'électeur (devenu roi de Pologne en 1697) pour son intelligence et ses compétences linguistiques et, au cours des années 1720, devient son plus proche conseiller. 
En 1730 a lieu le rassemblement de Zeithain (Zeithainer Lustlager), une parade militaire de l'armée saxonne, accompagnée de grandes festivités qui durent du 31 mai au 28 juin, où sont conviés de nombreux princes, notamment le roi de Prusse Frédéric Guillaume Ier et son fils, le futur Frédéric II. Brühl, qui a organisé cet événement spectaculaire, est récompensé par le roi de l'ordre de l'Aigle noir. Cet événement est l'occasion d'un épisode particulier : ayant appris par des espions les projets de fuite hors de Prusse du prince héritier, âgé de 18 ans, Brühl les dénonce au roi, qui humilie son fils en public. De là, un ressentiment personnel prolongé de Frédéric II envers Brühl. 
En 1731, Brühl devient conseiller privé (geheimer Rat) et très vite ministre des Affaires étrangères, puis ministre des Finances.

### Le règne d'Auguste III (1733-1763)

#### L'ascension de Heinrich von Brühl
Après la mort d'Auguste II, il est avec Alexandre Sulkowski un des grands artisans de l'élection d'Auguste III comme roi de Pologne, contre le candidat soutenu par la France, Stanislas Leszczynski. Grâce à l'appui militaire apporté par la Russie au candidat saxon, Stanislas, pourtant élu par la Diète, est vaincu en 1734 (siège de Dantzig) et renoncera au trône en 1736.
En 1738, Sulkowski est écarté ; Brühl devient rapidement responsable de tous les départements ministériels. Il sera officiellement nommé premier ministre en 1746. 

#### Les difficultés financières de l'électorat
En 1748, la Saxe connaît une crise financière grave : les rentrées fiscales ne couvrent même pas le paiement des intérêts de la dette. Les fonctionnaires et les militaires ne sont dès lors payés que de façon irrégulière et en retard de 1 à 2 ans. L'armée est réduite de 32 000 à 17 000 hommes, affaiblissant la Saxe sur le plan international. 
En 1756, année du début de la guerre de Sept Ans, l'électorat est en situation de quasi-faillite.

#### Les relations extérieures
Pendant la guerre de Succession d'Autriche (1742-1748), la Saxe est alliée à la France et à la Prusse contre l'Autriche alliée du Royaume-Uni. 
En 1747 a lieu le mariage du dauphin Louis, fils de Louis XV et de Marie Leszczynska, avec la fille d'Auguste III, Marie-Josèphe (c'est aussi une réconciliation entre Auguste III et son ancien concurrent au trône de Pologne, devenu duc de Lorraine).
Heinrich von Brühl joue un rôle dans le retournement des alliances des années 1750 : la Saxe et la France sont désormais alliées à l'Autriche (et à la Russie) contre la Prusse et le Royaume-Uni. Un des objectifs de la Saxe est de s'emparer de la Silésie, prussienne depuis 1742, assurant la continuité territoriale entre la Saxe et la Pologne. C'est dans ce cadre que se déroule la guerre de Sept Ans, désastreuse pour la France et pour la Saxe (la Pologne, dont la politique extérieure est régie par la Diète, reste neutre). 

#### Le désastre de la guerre de Sept Ans
L'armée prussienne entre en Saxe le 29 août 1756 : c'est le début de la guerre en Europe. Les forces saxonnes et autrichiennes sont incapables de résister à cette offensive et Dresde est occupée peu après, puis le reste du pays après la défaite de Pirna, qui tombe le 14 octobre ; la cour trouve refuge en Pologne. Pendant cette occupation, Frédéric II autorise le pillage des propriétés de Brühl. 
Rentré à Dresde à la fin de la guerre, Auguste III meurt le 5 octobre 1763 et Brühl le suit trois semaines plus tard dans la tombe, après avoir été disgracié par Frédéric IV. 
Les poursuites engagées contre lui n'aboutissent pas, car Brühl avait toujours agi avec son consentement et sa fortune avait été fondée sur ses gratifications, et non sur des détournements.

## Un riche collectionneur
Propriétaire du palais Brühl-Marcolini, du domaine de Seifersdorf et du château d'Oberlichtenau en Saxe, il laisse à la ville de Dresde une collection de 62 000 volumes. 
Sa collection de plus de six cents tableaux est rachetée après sa mort par la tsarine Catherine II et elle est transférée en 1765 au palais de l'Ermitage de Saint-Pétersbourg. 

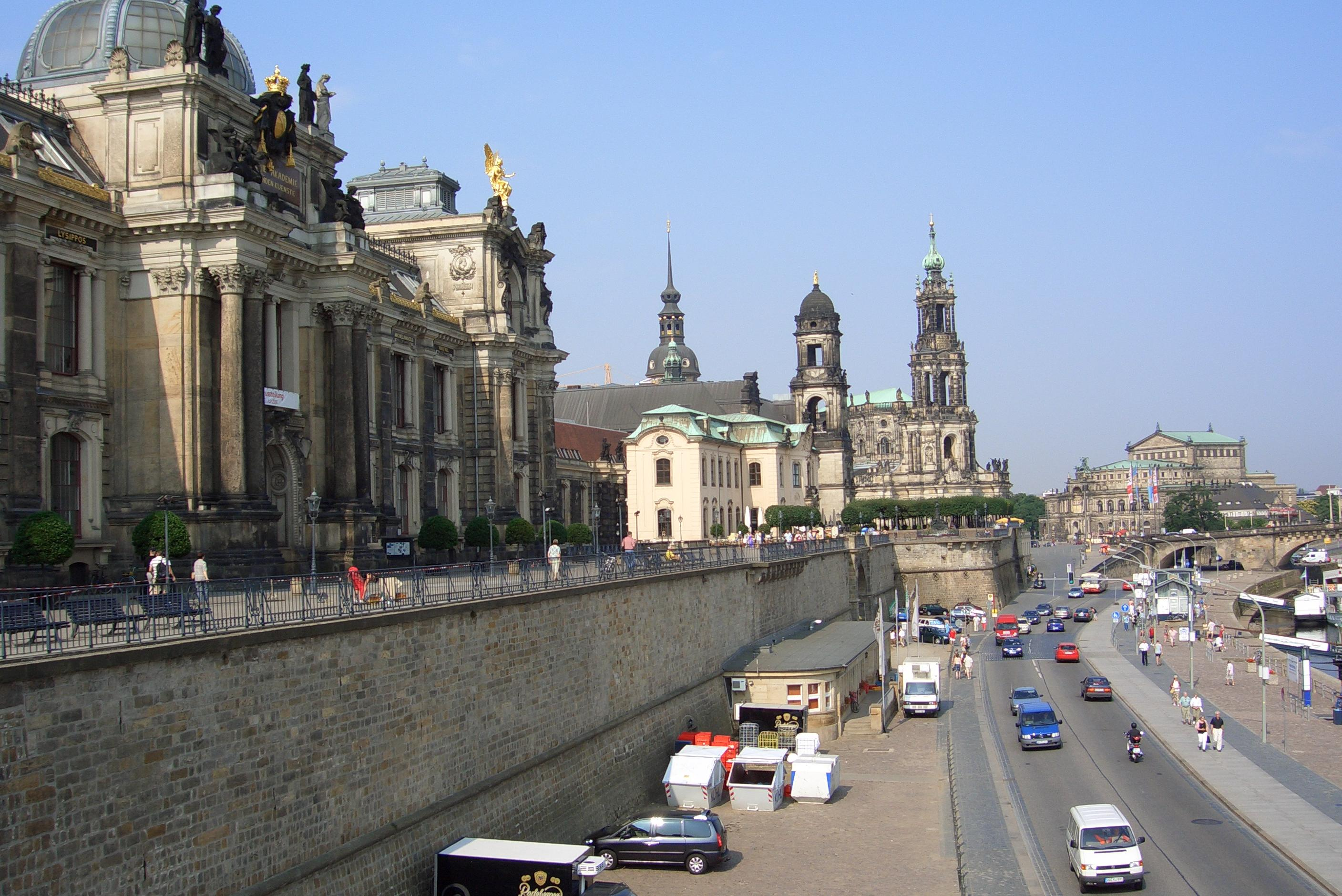
Terrasse de Brühl, Dresde

## Mémoire
La terrasse de Brühl (de) à Dresde, domine l'Elbe à l'endroit où se trouvait le palais Brühl (de), aujourd'hui disparu.

### Sources
Cet article comprend des extraits du Dictionnaire Bouillet. Il est possible de supprimer cette indication, si le texte reflète le savoir actuel sur ce thème, si les sources sont citées, s'il satisfait aux exigences linguistiques actuelles et s'il ne contient pas de propos qui vont à l'encontre des règles de neutralité de Wikipédia.